# Ursus arctos californicus
O urso-dourado-da-califórnia (Ursus arctos californicus) também chamado somente de urso-da-califórnia, é uma subespécie de urso-pardo bastante próximo do urso-cinzento, porém é maior que seu primo cinzento.
Era uma subespécie de grande porte, bastante semelhante ao urso-de-kodiak tanto em tamanho quanto em força, ambos podendo pesar mais de 450 kg.
Na Califórnia, era particularmente admirado por sua beleza, tamanho e força. O urso se tornou um símbolo da Bear Flag republic,um apelido que foi anexado à tentativa de vida curta de um grupo de colonos americanos de se afastar do México em 1846. Mais tarde, essa bandeira rebelde se tornou a base da bandeira do estado da Califórnia. E, em seguida, a Califórnia era conhecida como "Bear State".

## Características
Os ursos-da-Califórnia eram significativamente grandes, em média seu peso era de 310 kg e seu comprimento de 2,7 metros de comprimento, muitas vezes superou o kodiak em tamanho.
Segundo relatos e avistamentos, o urso pardo da Califórnia tinha um porte semelhante aos ursos pardos de Kodiak atuais. Tinha um peso médio em torno de 300 a 350 quilos, assim como os ursos de Kodiak.
Exteriormente são praticamente iguais aos cinzentos, porém diferenciados pelo tamanho e pelo cor de pelagem.

## Biologia
Não eram muito diferente dos outros ursos, o mesmo era um grande onívoro e teorizam que 78% de sua dieta fosse composta por alimentos de origem vegetal e o resto de origem animal.
Os ursos frequentemente atacavam cervos, javalis e alces que habitavam a região e normalmente graças a essa nutritiva alimentação os mesmos atingiam grandes tamanhos. Estes animais comiam salmão, bagas e plantações para suprir a sua gordura para a hibernação, que como todos os ursos-pardos é bastante natural no inverno.

## História e extinção

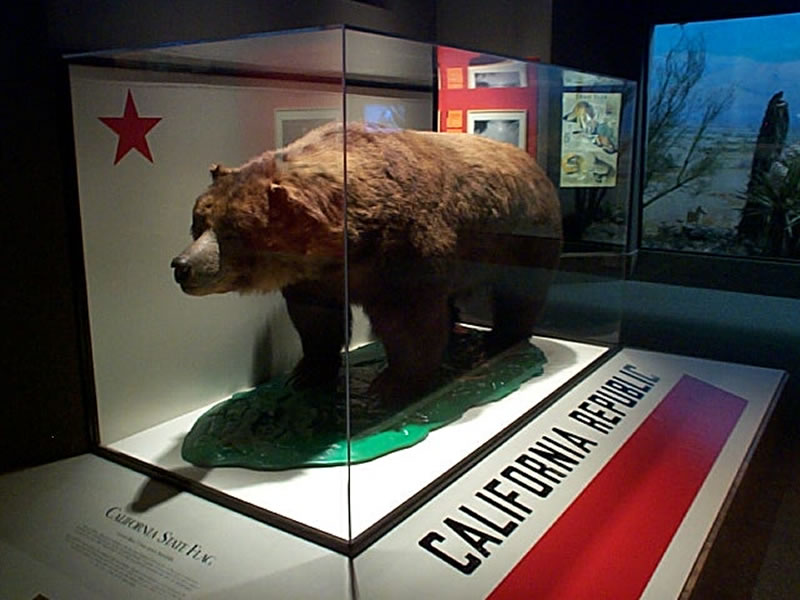
Monarch, um modelo preservado do urso californiano.

Quando os europeus exploraram a Califórnia, os mesmos descreveram um urso de tamanho gigantesco e relativamente maior dos que encontravam na Europa.
Os mesmos caçaram tais ursos e expuseram como troféu, a partir de tais surgiram lendas de ursos-gigantes que habitavam o continente.
Milhares de anos depois e bem após a colonização americana, os ursos foram vistos como pragas e foram caçados até serem exterminados em diversas áreas.

### Rinha de urso
Um esporte surgiu nesse meio tempo era o "Rinha com ursos" que consistia em brigas entre touros e ursos, uma rivalidade histórica surgiu a partir daí sendo descrevida como uma guerra de gigantes e inclusive inventaram golpes baseados nos animais chamados "golpe do touro" ou "golpe do urso" que enquanto o touro atacava com uma cabeçada vinda de baixo, o urso atacava por cima e eventualmente dominando e matando o touro.
Também fizeram rinhas de ursos com tigres,leões e cães em que diversos apostavam em quais ganhariam o confronto, os ursos frequentemente dominavam os cães e matavam grupos de mais de 20 animais.
Tigres eram rivais a altura, porém ambos os animais matavam um ao outro em um duelo até a morte tanto a ponto de ser registrado um tigre-siberiano(tal subespécie foi poucas vezes usado em rinhas) dominar uma ursa e eventualmente mata-la.
Os leões eram rivais resistentes, porém já foi registrado um urso dominar 4 leoas e ainda matar um leão de 320kg em contraste com o urso que pesava 480kg.

### Extinção
Os ursos foram caçados por serem considerados pragas, troféus ou assassinos e devido a fama de assassinos que eles construíram durante o século 19 apenas incentivou os caçadores a matarem os ursos.
Em 1932, um urso com o tamanho não medido foi responsável pelo assassinato de uma família que morava em um rancho. Tal morte somente influenciou a matança, e nos próximos 100 anos o animal foi caçado até a extinção.

## Reintrodução
Atualmente 500 ursos-cinzentos foram reintroduzidos na Califórnia na esperança de preencher o nicho deixado pelo urso da Califórnia porém descendentes de cativeiro podem ser a última esperança.